# María Michelsen de López
María Michelsen de López (Bogotá, 17 de fevereiro de 1890 - Bogotá, 22 de janeiro de 1949), nascida Michelsen Lombana, foi esposa de Alfonso López Pumarejo, sendo a primeira mulher a usar o título de primeira-dama da Colômbia, exercendo a função entre 1934 a 1938 e posteriormente entre 1942 e 1945.